# Ninox spilocephala
El nínox de Mindanao (Ninox spilocephala) es una especie de ave strigiforme de la familia Strigidae endémica de Filipinas. Anteriormente era considerada una subespecie del nínox de Luzón (Ninox philippensis), pero en la actualidad es tratada como especie separada.

## Distribución
Se distribuye en las islas filipinas de Basilan, Mindanao, Siargao y Dinágat.